# Drosophila eremophila
Drosophila eremophila är en tvåvingeart som beskrevs av Wasserman 1962. Drosophila eremophila ingår i släktet Drosophila och familjen daggflugor.
Artens utbredningsområde är Mexiko.